# Diploporaster
Genre
Diploporaster est un genre d'oursins irréguliers de la famille des Schizasteridae.

## Description
Ce genre est très proche de Schizaster, mais en diffère par la multiplicité des lignes de paires de pores dans l'ambulacre frontal. 

## Liste des espèces
Selon World Register of Marine Species (8 juin 2025) :
- Diploporaster barbatus Mortensen, 1950 -- Océan indien occidental
- Diploporaster savignyi (Fourtau, 1904) -- Indo-Pacifique tropical
- † Diploporaster flemingi Henderson, 1975

## Systématique
Le nom valide complet (avec auteur) de ce taxon est Diploporaster Mortensen, 1950.
Diploporaster a pour synonyme :
- Kina Henderson, 1975

## Publication originale
- (en) T. Mortensen, « New Echinoidea (Spatangoida). Preliminary notice », Videnskabelige Meddelelsar Dansk Naturhistoriske Forening i København, 1950, vol. 112, p. 157-163.